# 下中音
下中音（かちゅうおん 英: Submediant）は、全音階の第ⅵ度音を指す。

## 概要
長調では主音から短3度下（長6度上）、短調では主音から長3度下（短6度上）である。ハ長調ではラ、イ短調ではファの音である。